# Атюловський
Атюло́вський (рос. Атюловский, марій. Пекеттӧрем) — присілок у складі Гірськомарійського району Марій Ел, Росія. Входить до складу Пайгусовського сільського поселення.

## Населення
Населення — 9 осіб (2010; 17 у 2002).
Національний склад (станом на 2002 рік):
- гірські марійці — 88 %